# ألفارو دي أوليفيرا
الفارو دي أوليفيرا (مواليد 27 مايو 2001, لاعب كرة قدم برازيلي يجيد اللعب في الهجوم مع نادي البطائح.

## مسيرة اللاعب
لعب سابقاً في نادي شباب الأهلي ونادي الفجيرة ونادي دبا الفجيرة ونادي البطائح.